# Philippe Honoré
Philippe Honoré, pseudonymen Honoré, född 25 november 1941 i Vichy i Frankrike, död 7 januari 2015 i Paris, var en fransk satirtecknare.
Honoré fick sina första teckningar publicerade i dagstidningen Sud Ouest när han var 16 år gammal. Han ingick i Charlie Hebdos tecknarstab från 1992 och medarbetade också i ett tiotal andra franska publikationer som Le Monde, Libération, Les Inrockuptibles, Le Matin, Charlie Mensuel och Hara-Kiri. Under 1980-talet medverkade han också i Expressen..
Honoré dödades i attentatet mot Charlie Hebdo 2015.